# Кавалоти (Савона)
Кавалоти је насеље у Италији у округу Савона, региону Лигурија.
Према процени из 2011. у насељу је живело 11 становника. Насеље се налази на надморској висини од 649 м.